# Richard Beez
Richard Beez (27 maggio 1827 – 28 marzo 1902) è stato un matematico tedesco principalmente conosciuto per il teorema Beez.

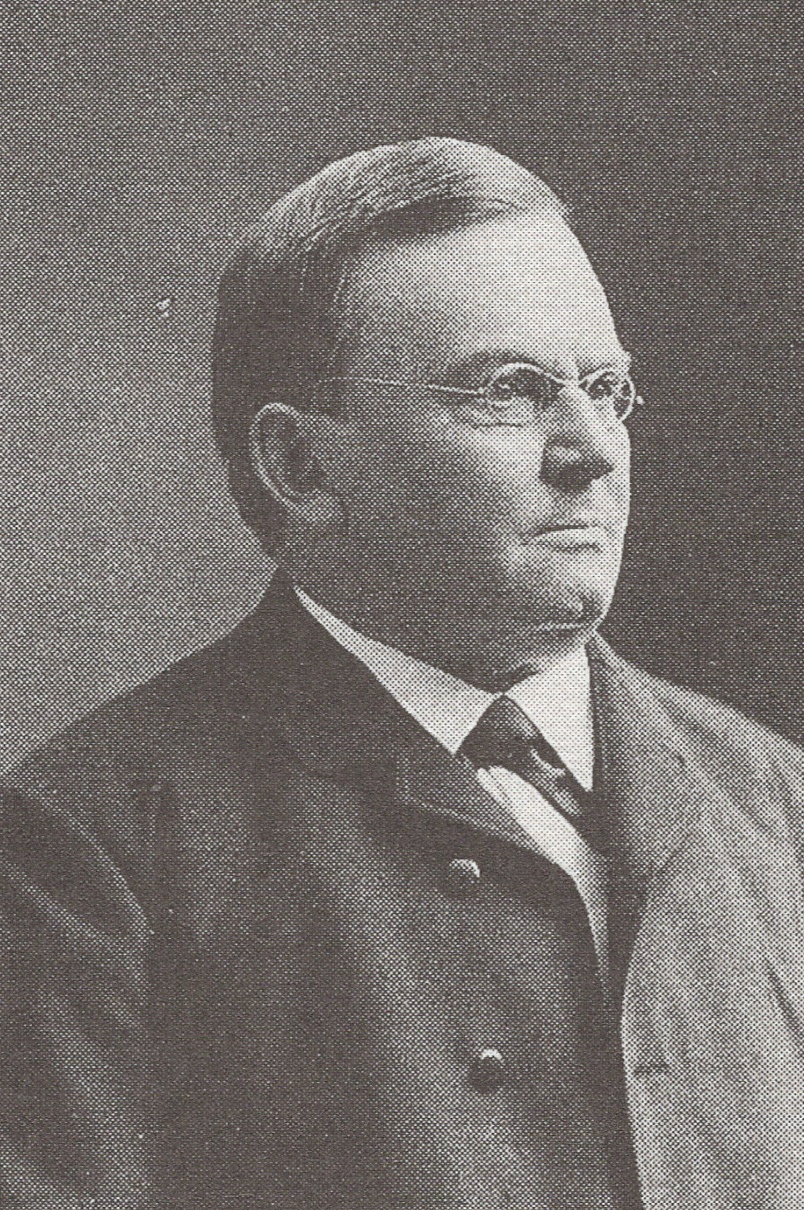
Richard Beez

Studiò all'Università di Leipzig dove nel 1850 conseguì un Ph.D in matematica. Successivamente, Beez insegnò in un ginnasio di Plauen.